# Никульское (село, Сергиево-Посадский район)
Никульское — село в Сергиево-Посадском районе Московской области России.
В административном подчинении сельского поселения Шеметовское. По данным Всероссийской переписи 2010 года численность постоянного населения составила 22 человека (6 мужчин, 16 женщин), по данным на 2006 год — 35 человек.
В 1895 году в составе Александровского уезда Владимирской губернии. Село Никульское при прудах. 49 дворов. Проживает мужчин 133, женщин 135. Церковь православная.
До 1954 года Никульское — центр Никульского сельсовета.

## Население
| 1859 | 1905 | 2002 | 2006 | 2010 |
| ---- | ---- | ---- | ---- | ---- |
| 288  | ↘257 | ↘30  | ↗35  | ↘22  |